# 477 (numero)
Quattrocentosettantasette (477) è il numero naturale dopo il 476 e prima del 478.

## Proprietà matematiche
- È un numero dispari.
- È un numero composto con i seguenti divisori: 1, 3, 9, 53, 159. Poiché la somma dei divisori è 225 < 477 è un numero difettivo.
- È il 18° numero pentagonale.
- È un numero palindromo nel sistema di numerazione posizionale a base 4 (13131).
- È un numero fortunato.
- È un numero congruente.
- È parte delle terne pitagoriche (252, 405, 477), (477, 636, 795), (477, 1364, 1445), (477, 2120, 2173), (477, 4200, 4227), (477, 12636, 12645), (477, 37920, 37923), (477, 113764, 113765).

## Astronomia
- 477 Italia è un asteroide della fascia principale del sistema solare.
- NGC 477 è una galassia spirale della costellazione di Andromeda.

## Astronautica
- Cosmos 477 è un satellite artificiale russo.